# Мијатовићи
Мијатовићи је насељено место у Босни и Херцеговини у општини Добретићи. Административно припада Федерацији Босне и Херцеговине, односно њеном Средњобосанском кантону. Према попису становништва из 2013. у насељу је било 31 становника, а већинску популацију у насељу чинили су Хрвати.
До 1992. село се налазило у саставу некадашње општине Скендер Вакуф чији највећи део је ушао у састав Републике Српске где је организован као општина Кнежево.

## Становништво
По последњем службеном попису становништва из 2013. године у насељу Мијатовићи живело је 31 становника, а село је било етнички хомогено са већинском хрватском популацијом.
| Националност | 2013. | 1991.        | 1981.        | 1971.        |
| Хрвати       | —     | 244 (97,60%) | 226 (98,26%) | 202 (99,02%) |
| Срби         | —     | 1 (0,40%)    | 1 (0,43%)    | 0            |
| Бошњаци      | —     | 0            | 2 (0,87%)    | 1 (0,49%)    |
| Словенци     | —     | 0            | 1 (0,43%)    | 0            |
| остали       | —     | 5 (2,00%)    | 0            | 1 (0,49%)    |
| Укупно       | 31    | 250          | 230          | 204          |